# Pavel Richter
Pavel Richter, född 5 december 1954 i Prag, är en före detta tjeckoslovakisk ishockeyspelare.
Han blev olympisk silvermedaljör i ishockey vid vinterspelen 1984 i Sarajevo.